# Łąki koło Kasiny Wielkiej
Łąki koło Kasiny Wielkiej este o arie protejată (sit de importanță comunitară — SCI) din Polonia întinsă pe o suprafață de 24,36 ha, integral pe uscat.

## Localizare
Centrul sitului Łąki koło Kasiny Wielkiej este situat la coordonatele 49°42′06″N 20°08′18″E / 49.7017°N 20.1384°E.

## Înființare
Situl Łąki koło Kasiny Wielkiej a fost declarat sit de importanță comunitară în octombrie 2009 pentru a proteja 4 specii de animale.

## Biodiversitate
Situată în ecoregiunea alpină, aria protejată conține 2 habitate naturale: Pajiști cu Molinia pe soluri calcaroase, turboase sau argilos-nămoloase (Molinion caeruleae), Fânețe de joasă altitudine (Alopecurus pratensis, Sanguisorba officinalis).
La baza desemnării sitului se află mai multe specii protejate:
- amfibieni (1): izvoraș-cu-burta-galbenă (Bombina variegata)
- nevertebrate (3): fluturele purpuriu (Lycaena dispar), Phengaris nausithous, Phengaris teleius

Pe lângă speciile protejate, pe teritoriul sitului au mai fost identificate 3 specii de plante, 1 specie de nevertebrate.